# 후지미시
후지미시(일본어: 富士見市)는 일본 사이타마현 남동부에 있는 시이다. 자연이 많이 남아 있는 수도권의 주택 지역이다. 시의 이름은 후지산이 잘 보이는 데에서 유래하였다.

## 지리
간토평야 안에 있고 산은 없다. 시역의 북동부 반은 아라카와강과 신가시강이 흐르는 저지이고 남서부 반은 대지이다. 북동부에는 논이 펼쳐져 있고 남서부는 도부 도조 본선을 따라 발달한 시가지가 있다.

## 역사
- 1889년 - 쓰루세촌, 미나미하타촌, 미즈타니촌이 탄생하였다.
- 1914년 5월 1일 - 도조 철도(현재의 도부 도조 본선)가 개통하였고 쓰루세역이 개설되었다.
- 1956년 9월 30일 - 이루마군 쓰루세촌, 미나미하타촌, 기타아다치군 미즈타니촌이 합병해 이루마군 후지미촌이 탄생하였다.
- 1964년 4월 1일 - 정으로 승격해 후지미정이 되었다.
- 1972년 4월 10일 - 사이타마현에서 35번째로 시로 승격하여 후지미시가 되었다.

## 교통

### 철도
- 도부 철도 도조 본선

### 도로
- 국도 제254호선
- 국도 제463호선

## 인구
| 연도 | 인구    | ±%      |
| ---- | ------- | ------- |
| 1950 | 10,648  | —       |
| 1960 | 12,030  | +13.0%  |
| 1970 | 51,775  | +330.4% |
| 1980 | 79,591  | +53.7%  |
| 1990 | 94,864  | +19.2%  |
| 2000 | 103,247 | +8.8%   |
| 2010 | 106,746 | +3.4%   |